# Solosang
Solosang er dét at synge noget solo/alene. I solosangen er der sat fokus på ren og tydelig sang, der fremkommer ved hjælp af blandt andet forskellige vejrtrækningsteknikker. Derudover er kraft bag stemmen en vigtig faktor. Solosang kan både bruges indenfor den klassiske og den rytmiske musik.